# Björn Ursing

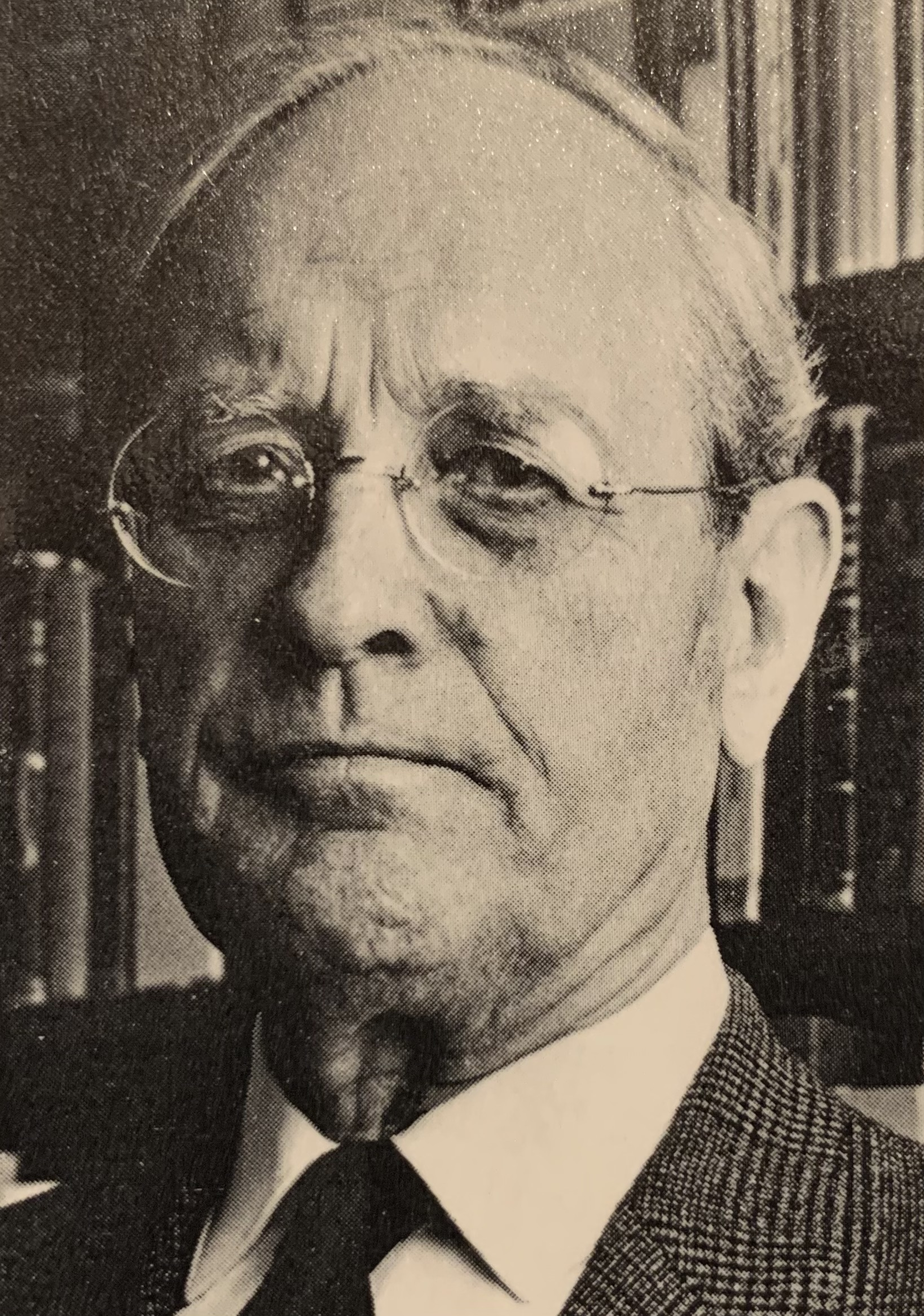
Björn Ursing

Björn Ursing, född 19 november 1888 i Kalmar, död 11 augusti 1973 i Stockholm, var en svensk lektor, biologisk författare, målare och tecknare.
Han var son till sjökaptenen Johan Petter Johansson och Marie Charlotte Haglund och från 1920 gift med Thyra Maria Trulsson samt far till Jan Ursing. Han studerade vid Lunds universitet där han blev fil. kand. 1914, fil. mag. 1918, fil. lic. 1928 och fil. dr. 1932. Efter amanuens- och lärartjänstgöring i Lund var han från 1935 fram till sin pension 1956 lektor i biologi och kemi vid Högre allmänna läroverket för flickor på Norrmalm i Stockholm. Han började måla 1940 och nådde en stor framgång med sina illustrerade handböcker  Svenska växter I–II, Svensk djurvärld I–II och Fältflora, som tryckts i många upplagor. Hans konst består av växter, djur och landskapsskildringar huvudsakligen utförda i akvarell eller olja. Makarna Ursing är begravda på Norra begravningsplatsen utanför Stockholm.